# سيف الدين سبيعي
سيف الدين سبيعي (4 أبريل 1973)، مخرج وممثل سوري من مواليد دمشق. والده هو الممثل الراحل رفيق سبيعي، وكذلك شقيقه الأكبر الراحل عامر سبيعي اللذان أثرا بشكل فاعل على سلوكه لطريق التمثيل ثم الإخراج لاحقُا. في عام 1991 نال إجازة في إدارة الأعمال من جامعة دمشق، سعى بعد تخرجه للحصول على مهنة في التمثيل.

## مسيرته الفنية
بدأ مسيرته الفنية كممثل، وحصل على أول أدواره عام 1992 في مسلسل بسمة الحزن المقتبس عن رواية الأديبة السورية إلفة الإدلبي "دمشق يا بسمة الحزن"، اشترك بالتمثيل بعدها مع ياسر العظمة ضمن سلسلته الشهيرة مرايا منذ 1995 حتى 2000، وقد شجعته تجربته في مرايا أن يتجه للإخراج فيما بعد.
يعد فيلم آخر الليل 1996 أول عمل سينمائي له، ظهر بعدها في عدة أعمال درامية تاريخية أولها: العبابيد في عام 1997، الثريا، البحر أيوب ثم خان الحرير الجزء الثاني وحمام القيشاني بجزئه الثالث في 1998.
في عام 1999 أدى دور ثانوي في مسلسل الدراما العائلية الشهير الفصول الأربعة بجزئه الأول ومسلسل حي المزار ثم شارك في فيلم فضاءات رمادية.
في مطلع عام 2000 اتجه للإخراج بعد أن تولى سابقًا إخراج عدة مقاطع فنية في مسلسل مرايا، كانت أول تجاربه الإخراجية في مسلسل سيرة آل الجلالي في 2000 كممثل ثانوي ومخرج مساعد، ثم عاد إلى الدراما الملحمية بأدوار مساعدة في مسلسل الزير سالم 2000 ومسلسل صلاح الدين الأيوبي في 2001، شارك بمسلسل حكايا المرايا إلى جانب مجموعة من النجوم السوريين منذ 2000 وحتى 2006 وأخرج خلالها مرايا 2003.
ظهر في مسلسلي صقر قريش عام 2002 ومسلسل عرسان آخر زمن عام 2003 بدور ثانوي، ثم كضيف في عدة حلقات في مسلسل بقعة ضوء، تلاها دور مساعد في مسلسل الخيط الأبيض عام 2004.
في 2005 إخرج ثلاثة مسلسلات وهي: فسحة سماوية، إخواني أخواتي (الذي ظهر فيه أيضًا ضيف شرف) ومسلسل زوج الست، في العام التالي أخرج مسلسل أبو شلاخ البرمائي، كما ظهر ضيفًا في مسلسل عصي الدمع.
ساعدته تجاربه السابقة في الأعمال الدرامية التاريخية على إخراج أول عمل له من هذا النمط وهو في مسلسل الحصرم الشامي الجزء الأول عام 2007 الذي كان نجاحًا كبيرًا بالنسبة له، اتجه بعدها لإخراج العديد من الأعمال التي تحمل ذات الطابع حيث قام بإخراج مسلسل الإمام الشافعي، تلاه مسلسلي أولاد القيمرية بجزأيه الأول والثاني بالإضافة للجزء الثاني والثالث من الحصرم الشامي في 2008 و 2009.
في عام 2008 إخرج مسلسل مطر الربيع، وأخرج مسلسل عن الخوف والعزلة في 2009 الذي حقق شعبية كبيرة، كما ظهر ضيفًا في عدة حلقات من مسلسل صراع على الرمال في العام نفسه.
في عام 2010 أخرج مسلسل أهل الراية (الجزء الثاني) وأدى فيه دورًا ثانويًا، ثم مسلسلي تعب المشوار الذي ظهر فيه بدور ثانوي أيضًا ومسلسل طالع الفضة في 2011، كما مثل في فيلم طعم الليمون بنفس العام، ثم في 2012 أخرج مسلسلي المراهقون وديو الغرام.
حمل عام 2013 معه أحد أهم أعماله الإخراجية في المسلسل الناجح «الولادة من الخاصرة 3: منبر الموتى» كما لعب فيه دورًا مساعدًا، وأصبح سيف بين أهم مخرجي الدراما العرب بفضل أعماله الناجحة فحصل على أول تجربة إخراجية لعمل ذو إنتاج مشترك في مسلسل الإخوة (ج1) في 2014 وشاركه بإخراج هذا العمل قيس الشيخ نجيب.
ظهر في مسلسل بنت الشهبندر بدور مساعد وقام بإخراج العمل عام 2015، كما ظهر في العام نفسه بأدوار ثانوية في مسلسلي دنيا والعراب، أخرج في العام التالي مسلسل نبتدي منين الحكاية ثم ظهر بشخصية عبد الحميد باشا في مسلسل صدر الباز .

## أعماله

### التمثيل

#### مسلسلات
- 1992: دمشق يا بسمة الحزن
- 1993: جذور لا تموت
- 1994: قضية عائلية (سهرة تلفزيونية)
- 1995: مرايا 95
- 1995: يوم بيوم
- 1996: مرايا 96
- 1998: حمام القيشاني ج3
- 1998: البحر أيوب
- 1998: الثريا
- 1998: مرايا 98
- 1999: حي المزار
- 1999: أهل وحبايب
- 1999: مرايا 99
- 1999: الفصول الأربعة ج1
- 2000: مرايا 2000
- 2001: صلاح الدين الأيوبي
- 2001: الأيام المتمردة
- 2002: صقر قريش
- 2003: أبيض أبيض
- 2004: الخيط الأبيض
- 2005: حديث المرايا 2005
- 2005: عصي الدمع
- 2006: مرايا 2006
- 2008: صراع على الرمال
- 2010: أهل الراية ج2
- 2011: تعب المشوار
- 2011: مرايا 2011
- 2012: الأميمي
- 2013: الولادة من الخاصرة ج3
- 2015: بنت الشهبندر
- 2016: صدر الباز
- 2020: بورتريه
- 2021: على صفيح ساخن

### الإخراج
1. مرايا 2003
2. فسحة سماوية 2005
3. زوج الست 2005
4. أخواني أخواتي 2005
5. أبو شلاخ البرمائي 2006
6. الحصرم الشامي 2007
7. الحصرم الشامي 2 2008
8. أولاد القيمرية 2008
9. الحصرم الشامي 3 2009
10. أولاد القيمرية 2 2009
11. عن الخوف والعزلة 2009
12. أهل الراية 2 2010
13. طالع الفضة 2011
14. تعب المشوار 2011
15. ديو الغرام 2012
16. مراهقون 2012
17. الولادة من الخاصرة 3 2013
18. الإخوة 1 2014
19. بنت الشهبندر 2015
20. نبتدي منين الحكاية 2016
21. قناديل العشاق 2017
22. ببساطة 2019
23. إنتقام بارد 2020
24. برزخ 2020
25. في وضح النهار
26. على صفيح ساخن
27. العربجي

## حياته الخاصة
تزوج من الممثلة السورية سلافة معمار عام 2002، وبعد 10 سنوات من الزواج انفصلا عام 2012. لديه منها طفلة وحيدة تدعى ذهب. في عام 2017 أعلن ارتباطه بالإعلامية اللبنانية كريستين حبيب، ولكن سرعان ما انفصلا.
هو الأصغر ضمن إخوته (3 شباب + 3 بنات)، وهم: الفنان عامر سبيعي، والمخرج بشار سبيعي، وصباح وصبا وهبة سبيعي.

## روابط خارجية
- سيف الدين سبيعي على موقع قاعدة بيانات الأفلام العربية